# 1994年飓风艾米利亚
飓风艾米利亚（英語：Hurricane Emilia）是1994年太平洋飓风季第5场获得命名的风暴，也是这年首场五级飓风。系统源于7月16日夏威夷州东南方向的一片低气压区，成为热带低气压数小时后就强化成热带风暴。进入中太平洋飓风中心预警责任区后，艾米利亚于17日升级成飓风，然后进入爆发性增强期，不到两天后就达到持续风速每小时260公里，最低气压926毫巴（百帕，27.34英寸汞柱）的最高强度，创下中太平洋热带气旋的新纪录，也成为首场在该海域达到萨菲尔-辛普森飓风等级下五级飓风标准的风暴。不过这一强度纪录只保持了几天就被飓风吉尔玛打破，之后又被2006年的飓风伊欧凯超越。
风暴强度出现小幅波动，然后在7月21日因受上层低压槽的影响转向西北，并于随后开始减弱。气旋因行经海域的垂直风切变增多、水温降低导致进一步弱化。次日，艾米利亚从夏威夷大岛以南约270公里洋面经过，于7月24日降级成热带低气压，再于25日完全消散。这场飓风始终没有登陆，虽然给夏威夷群岛带去大浪和阵风，但没有造成严重损失，各地降雨量也维持在适中水平。

## 气象历史
6月29日，一股弱东风波离开非洲西海岸穿越大西洋，在此期间没有表现出组织或对流活动迹象。这片热带扰动行经热带辐合带，起初一直没有得到发展，直到7月14日才在夏威夷群岛东南偏东方向约3400公里海域发展成低气压区。系统中形成下层环流，其组织结构得到改善，于7月17日发展成热带低气压。几小时后，卫星图像显示气旋的持续风速达到每小时65公里，成为热带风暴并获命名为“艾米利亚”（Emilia）。风暴向西北偏西方向前进并继续稳步增强，很快达到飓风的最低标准。接下来艾米利亚经西经140°进入中太平洋，预警责任由美国国家飓风中心移交中太平洋飓风中心，该机构发布公告，称气旋“发展良好”。飓风风力时速达到160公里，标志着艾米利亚开始进入爆发性增强期。7月17日，气旋的最大持续风速为每小时185公里，但到42小时后的7月19日下午就已增至每小时260公里。这时，飓风猎人侦察机测得系统的最低中心气压为926毫巴（百帕，27.34英寸汞柱），最大持续风力时速260公里。

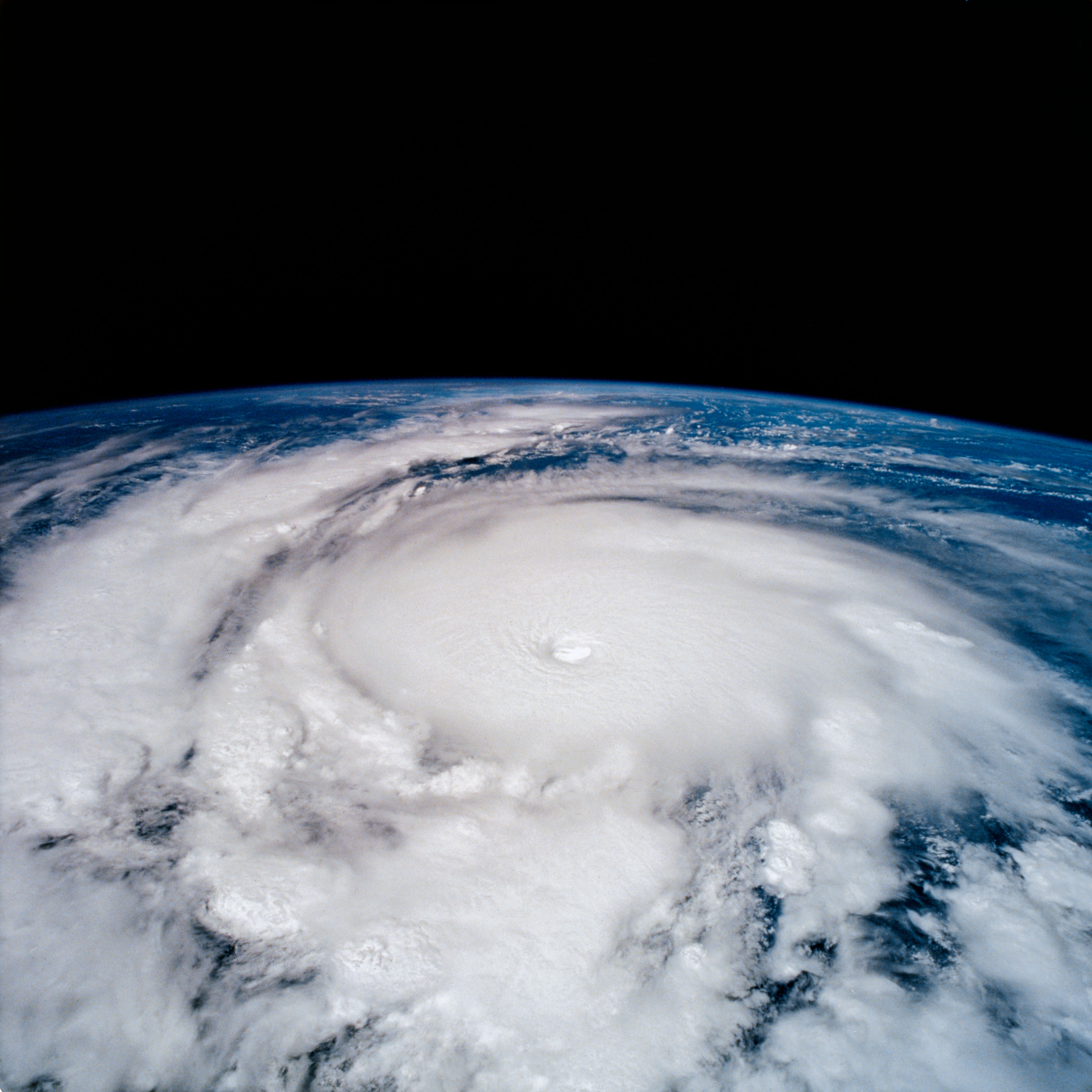
哥伦比亚号航天飞机拍下飓风艾米利亚的照片

7月20日，艾米利亚减弱成四级飓风，但很快又在12小时后重新强化成五级飓风。随后，气旋开始再次弱化。受西風帶中的低壓槽影响，风暴于7月21日转向西北。由于行经洋面水温逐渐降低，还受到西风带中垂直风切变的不利影响，风暴继续减弱，中心气压稳步回升到965毫巴（百帕，28.5英寸汞柱），艾米利亚也减弱至三级飓风强度边缘。7月22日，气旋继续弱化，从距夏威夷大岛不足270公里洋面经过，这也是艾米利亚距夏威夷群岛最近的一刻。系统风力时速降至120公里，并逐渐转朝西北偏西方向前进，环流随信風移动。7月24日，艾米利亚降级成热带低气压，虽然还有残留漩涡云系存在，但系统最终在这天完全消散。

## 防灾准备
气象机构起初严重低估了这场飓风的强度，没想到艾米利亚会成为本季太平洋的三场五级飓风之一。7月16日，气象部门在72小时预报中估计正在增强的风暴风速只会达到每小时148公里，但72小时后系统的实际风力时速还要高约120公里。多个热带气旋预测模型的计算结果都表明气旋保持在夏威夷群岛以南，因为从气候学统计数据看，夏季中太平洋的上层槽都很弱。这样的结果也让气象部门对预报非常有信心，所以没有及时发布热带气旋观察预警和警告，只对所有岛屿的南向和东向海岸发布大浪公告。

## 影响和纪录

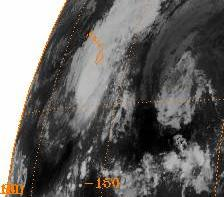
7月22日，艾米利亚从夏威夷以南经过。

虽然风暴一直位于海上，但普那（Puna）和卡乌（Ka‘ū）海岸的浪高还是有2至3.3米。檀香山的威基基海滩测得1.5米海浪，科纳（Kona）和卡哈拉（Kohala）海岸的浪高略低。阵风刮倒少量树木，许多树枝折断，还有部分屋顶受到轻度破坏。冒纳凯阿火山顶峰的毛纳基山天文台和凯克天文台因狂风被迫关闭圆顶。各地降雨量从少量到中度不等。途经夏威夷州海域期间，风暴从美国国家海洋和大气管理局的两个气象浮标附近经过。总体而言，飓风艾米利亚对夏威夷群岛产生的影响很小。
艾米利亚是有纪录以来东太平洋最强烈的热带气旋之一，其最低气压低至926毫巴（百帕，27.34英寸汞柱）。中太平洋此后只有同年的飓风吉尔玛和2006年的飓风伊欧凯达到过更低的气压值。艾米利亚在五级飓风强度下保持了18小时，创下中太平洋的新纪录，但此纪录也被同年的飓风约翰打破。
中太平洋飓风中心和美国国家飓风中心对这场风暴的强度存在争议，中太平洋飓风中心认为艾米利亚的最高风速为每小时260公里，属五级飓风标准，但美国国家飓风中心在“最佳路径”和初步报告中都认为这一数值应该是每小时约250公里。不过到了2008年，美国国家飓风中心经过重新分析后更新“最佳路径”数据，将艾米利亚升级成五级飓风，只是对五级强度的持续时间仍然存在异议。